# Malec chez les fantômes
Pour plus de détails, voir Fiche technique et Distribution.
Malec chez les fantômes (titre original : The Haunted House) est un film américain écrit et réalisé par Buster Keaton et Edward F. Cline, sorti en 1921. 
L'une des scènes les plus mémorables montre Buster en employé de banque étalant de la colle sur son comptoir, réminiscence d'une séquence de son premier film The Butcher Boy.

## Synopsis
Buster Keaton est un employé de banque maladroit qui avance l'horloge du coffre pour satisfaire une cliente lui faisant les yeux doux. Après avoir trempé ses mains dans la colle forte par inadvertance, il saccage les nombreux billets qu'il doit transmettre à des clients, eux aussi empêtrés. Surgissent des voleurs qu'il parvient malgré lui à faire fuir. Le patron de la banque le surprend avec les armes à la main et le croit coupable de vol. Prenant la fuite, il se réfugie dans une maison qui a la réputation d'être hantée. Elle est en fait l'abri d'une bande de faussaires mais également le refuge d'une troupe de théâtre jouant Faust bouté hors de scène par un public belliqueux. Buster Keaton y croise donc de nombreux faux fantômes et des personnages grimés qui l'impressionnent avant qu'il ne s'aperçoive de la supercherie. Parvenant à nouveau malgré lui à les faire fuir, il se retrouve inconscient à terre et se voit monter les marches vers le paradis avant de se faire renvoyer aux enfers. Mais à son réveil, la fille du patron de la banque le réconforte et l'étreint.

## Fiche technique
- Titre : Malec chez les fantômes
- Titre original : The Haunted House
- Réalisation : Buster Keaton et Edward F. Cline
- Scénario : Buster Keaton et Edward F. Cline
- Photographie : Elgin Lessley
- Direction technique : Fred Gabourie
- Producteur : Joseph M. Schenck
- Société de production : Comique Film Corporation
- Distribution : Metro Pictures
- Pays d'origine :  États-Unis
- Format : Noir et blanc — 35 mm — 1,37:1 — Muet
- Langue :  intertitres en anglais
- Genre : Comédie
- Durée : deux bobines (21 minutes environ)
- Date de sortie : 
  - États-Unis : 21 février 1921

## Distribution
- Buster Keaton : un employé de banque
- Virginia Fox : la fille du président de la banque
- Joe Roberts : un caissier
- Edward F. Cline : un client
- Natalie Talmadge : la cliente qui s'évanouit (non crédité)

## Musique
- En 2001, Baudime Jam a composé une partition originale pour l'accompagnement en direct de ce court métrage. Elle a été créée par le Quatuor Prima Vista.